# Лавове виверження

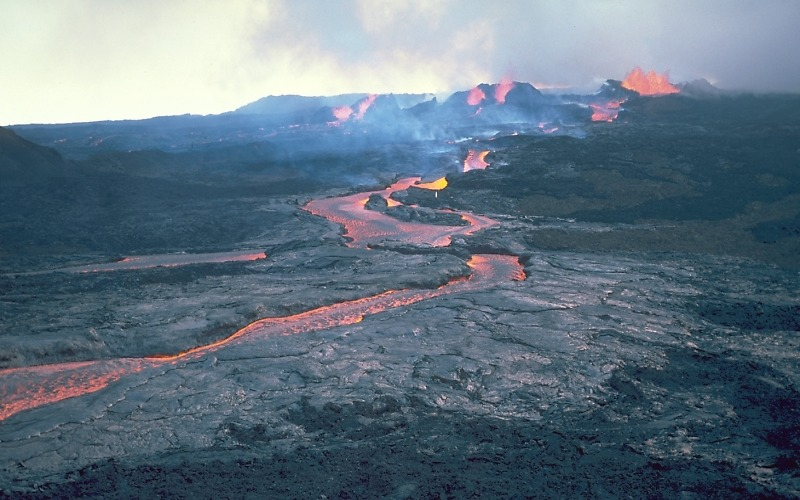
Лавове виверження на Мауна-Лоа

Лавове виверження (рос. лавовое извержение, англ. lava eruption, eruption effusive; нім. Lavaeruption f) — виверження лави, при якому викид пухких пірокластичних продуктів майже відсутній.